# Вулиця Театральна (Кременчук)
Ву́лиця Театральна — одна з вулиць Кременчука. Протяжність близько 1100 метрів.

## Розташування
Вулиця розташована в центральній частині міста. Починається недалеко від парку «Слави» та прямує на північний схід, де входить у вул. Університетську.
Проходить через такі вулиці (від початку до кінця):
- бул. Українського Відродження
- Небесної Сотні
- Шевченка
- Покровська

## Походження назви
Вулиця до 2016 носила ім'я російського революціонера та літературного критика польського походження В. В. Воровського.

## Будівлі та об'єкти
- Буд. № 32/6 — автовокзал.[2]